# Panoramique des Dômes
Le Panoramique des Dômes est une voie ferrée à crémaillère française de 5,3 km qui permet l'accès au sommet du puy de Dôme. Le maître d'ouvrage est le conseil général du Puy-de-Dôme qui a voté en 2008 sa réalisation.
Le groupe canadien SNC-Lavalin a réalisé et exploite le train dans le cadre d'une délégation de service public d'une durée de 35 ans, à travers une filiale appelée TC Dôme. Les travaux ont démarré en août 2010 pour une mise en service le 28 juin 2012. Le matériel roulant est fourni par Stadler Rail. Le personnel roulant est d'abord fourni par Transdev Auvergne, puis l'exploitant est remplacé par CFTA (renommé depuis Transdev Rail) en 2013.
Le train, également désigné par l'expression « Chemin de fer à crémaillère du puy de Dôme », peut transporter 1 200 personnes par heure. Le coût du projet est de 86 millions d'euros.

## Historique

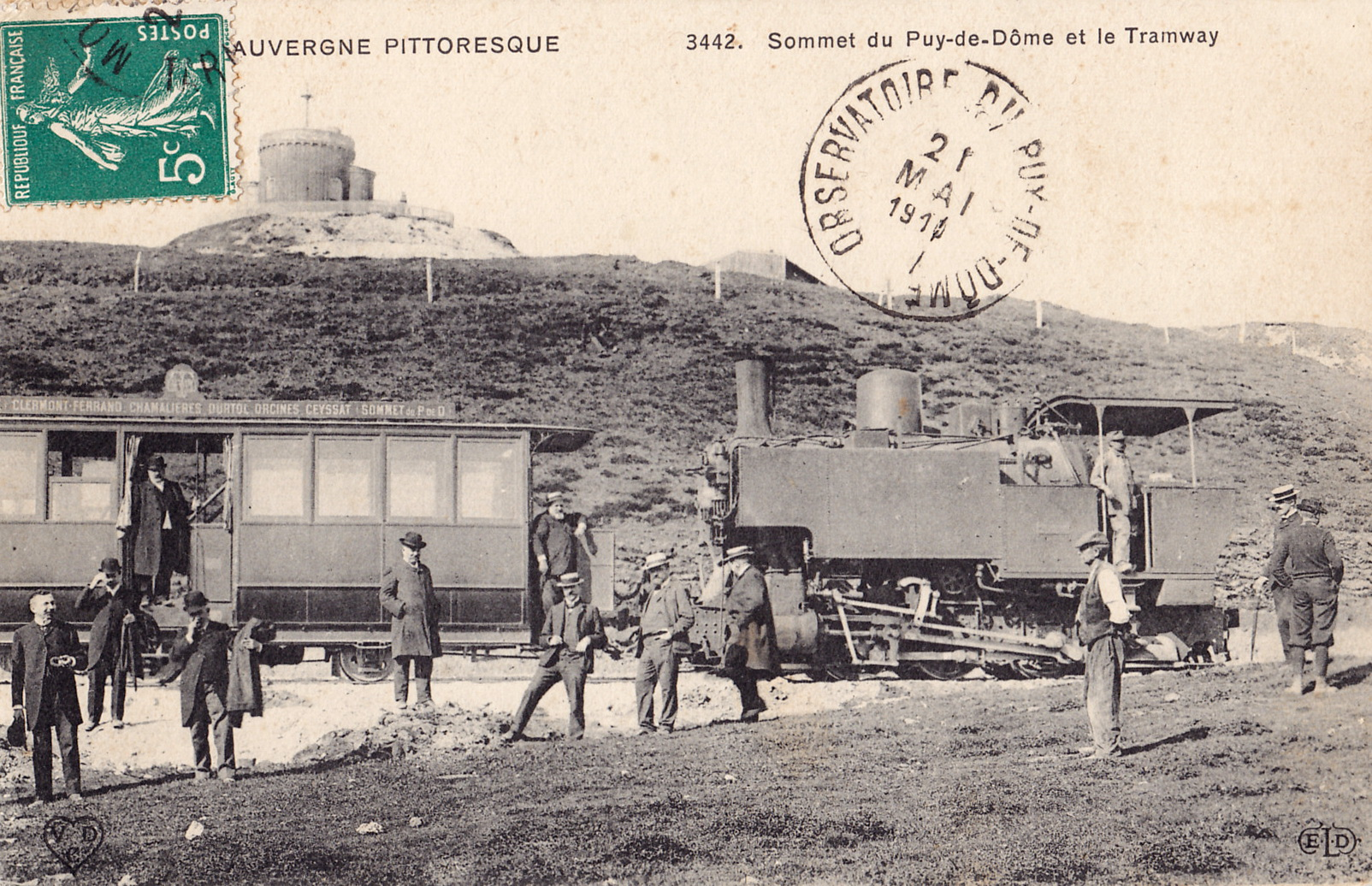
Rame au sommet du Puy-de-Dôme vers 1910.

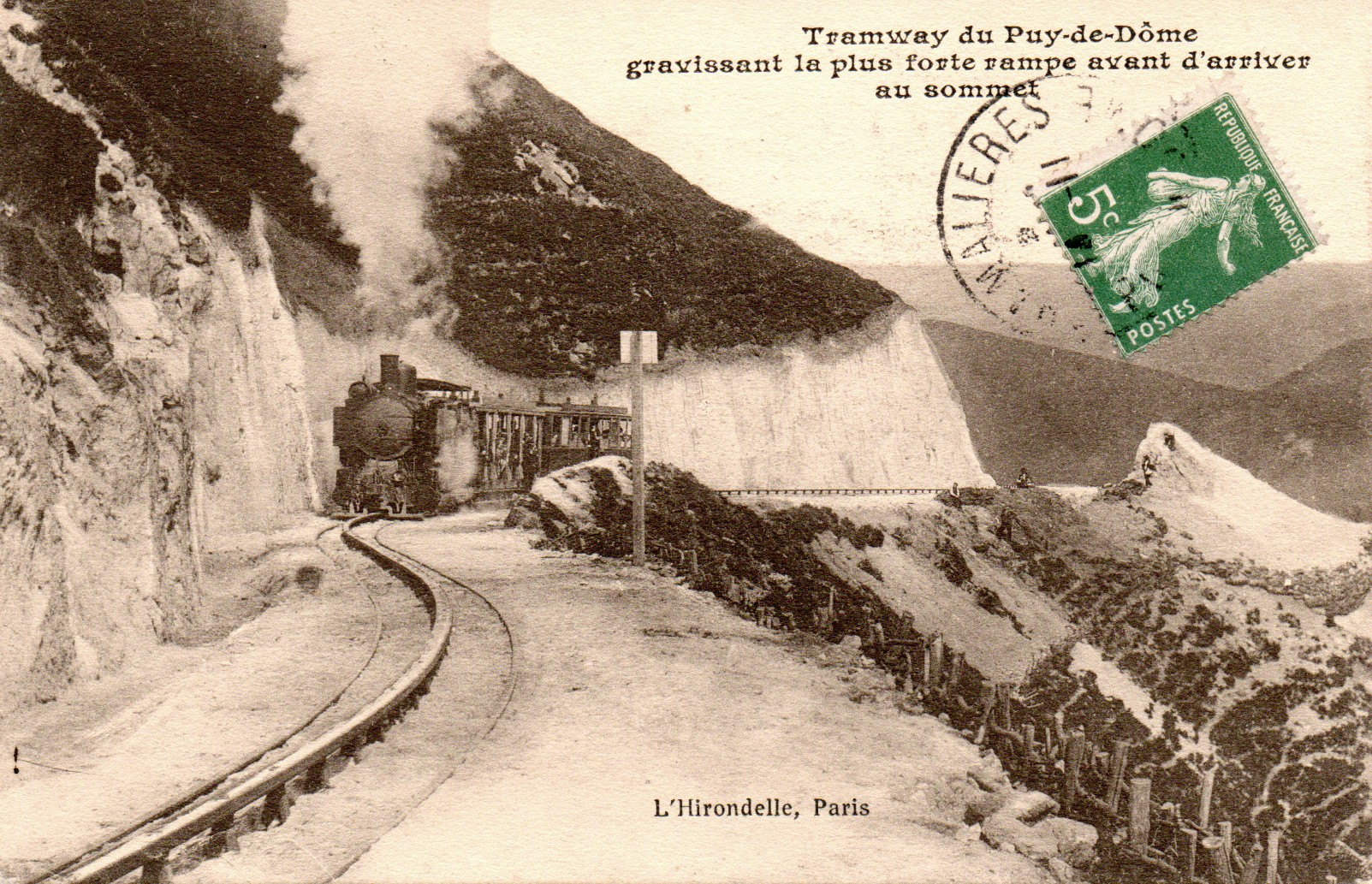
Gros plan sur le rail central, à la même époque.

Cette ligne est construite sur la partie terminale de la voie de l'ancien chemin de fer de Clermont-Ferrand au sommet du Puy-de-Dôme, qui a fonctionné de 1907 à 1926.
En 1906, la construction d'un chemin de fer à rail central (système Hanscotte) fut entreprise ; il reliait la place Lamartine de Clermont-Ferrand (altitude 390 mètres) à une plateforme artificielle proche du sommet à 1 414 mètres. La ligne avait une longueur de 14,7 km et les trains circulèrent de 1907 à 1926 avec un bilan d'exploitation qui est toujours resté déficitaire.
Inauguré de façon anticipée le samedi 26 mai 2012, le nouveau train à crémaillère a été arrêté pour une durée indéterminée l'après-midi même vers 17 h 30 à la suite d'un orage provoquant des coulées de boue sur les rails et de l'eau dans les gares de départ et d'arrivée. Certains touristes sont restés bloqués quelques heures au sommet et à mi-chemin avant d'être évacués. L'exploitation a finalement redémarré le 16 juin 2012, après réalisation des travaux de réparation.
Le 28 octobre 2012, une rame sans passager déraille sur un aiguillage et s'incline au niveau du croisement des Muletiers. Le Conseil général du Puy-de-Dôme demande la suspension de l'exploitation,. Un audit effectué par les transports de Martigny et Régions a montré que l'accident était dû à une erreur humaine, et met hors de cause le matériel et l'infrastructure.
À la suite de ces incidents, l'exploitant est remplacé par CFTA (renommé depuis Transdev Rail), une filiale de Transdev spécialisée dans les trains touristiques de montagne, et la réouverture a eu lieu le 2 mai 2013. Cependant, le train a de nouveau déraillé le 6 juillet suivant.

## Le tracé

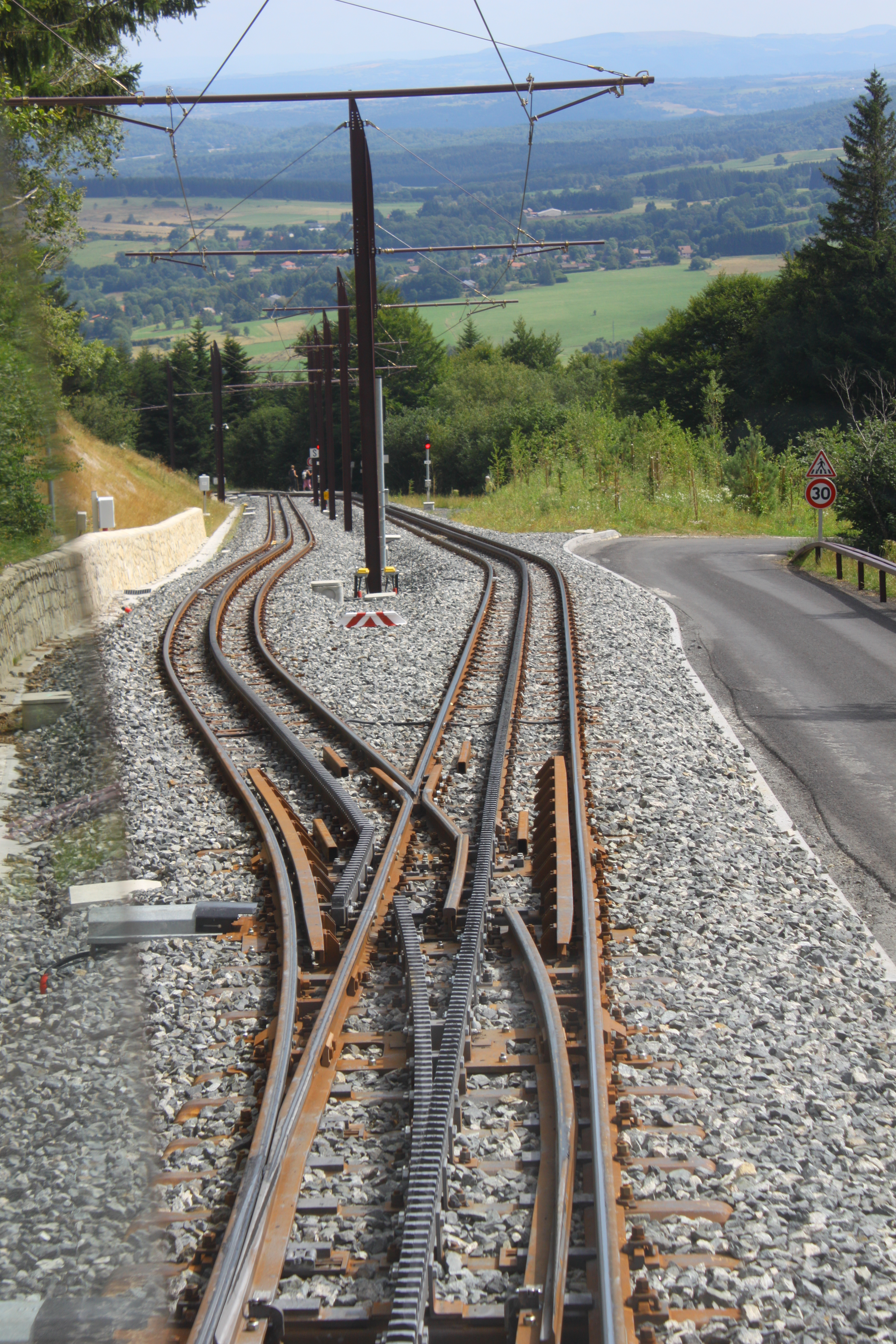
Évitement à mi-chemin sur le tracé.

Le tracé s'étend sur les communes d’Orcines et de Ceyssat. L'ensemble des acquisitions foncières représente 18 hectares sur les 28 hectares que nécessite le projet. L'accès au sommet se fait par utilisation de la plate-forme routière elle-même emprise de l'ancienne voie ferrée de 1906, transformée en route à péage en 1926. Le tracé est long de 5,3 km. La gare de départ se situe à une altitude de 890 mètres, la gare d'arrivée à 1 406 mètres. La voie est électrifiée en 1 500 V et sa crémaillère est de type Strub. À voie unique, il y a un point de croisement à mi-parcours à hauteur du chemin des Muletiers. La station de départ se situe à la gare de la Maison-de-Site.

## Le matériel roulant

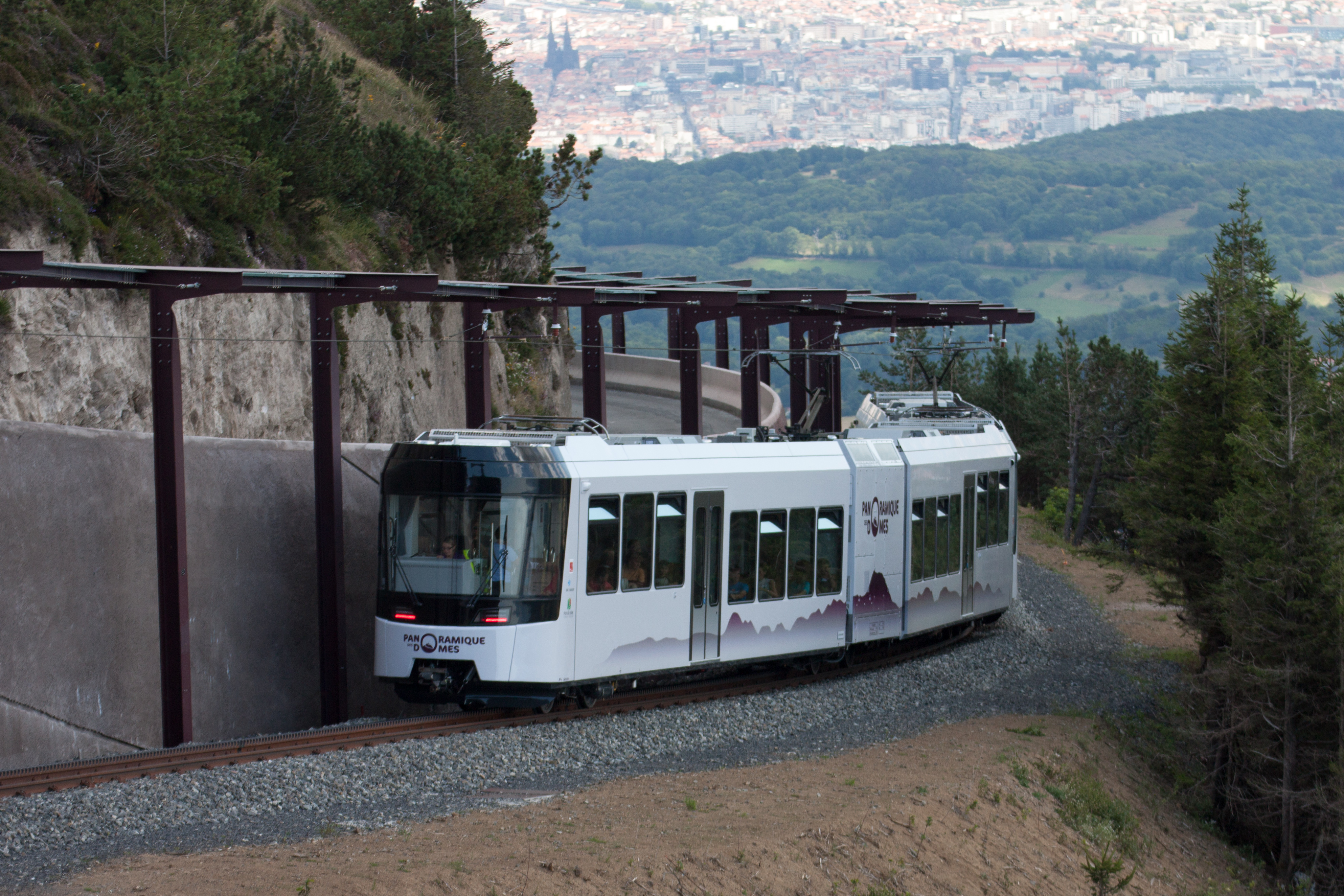
Rame quittant la gare du sommet

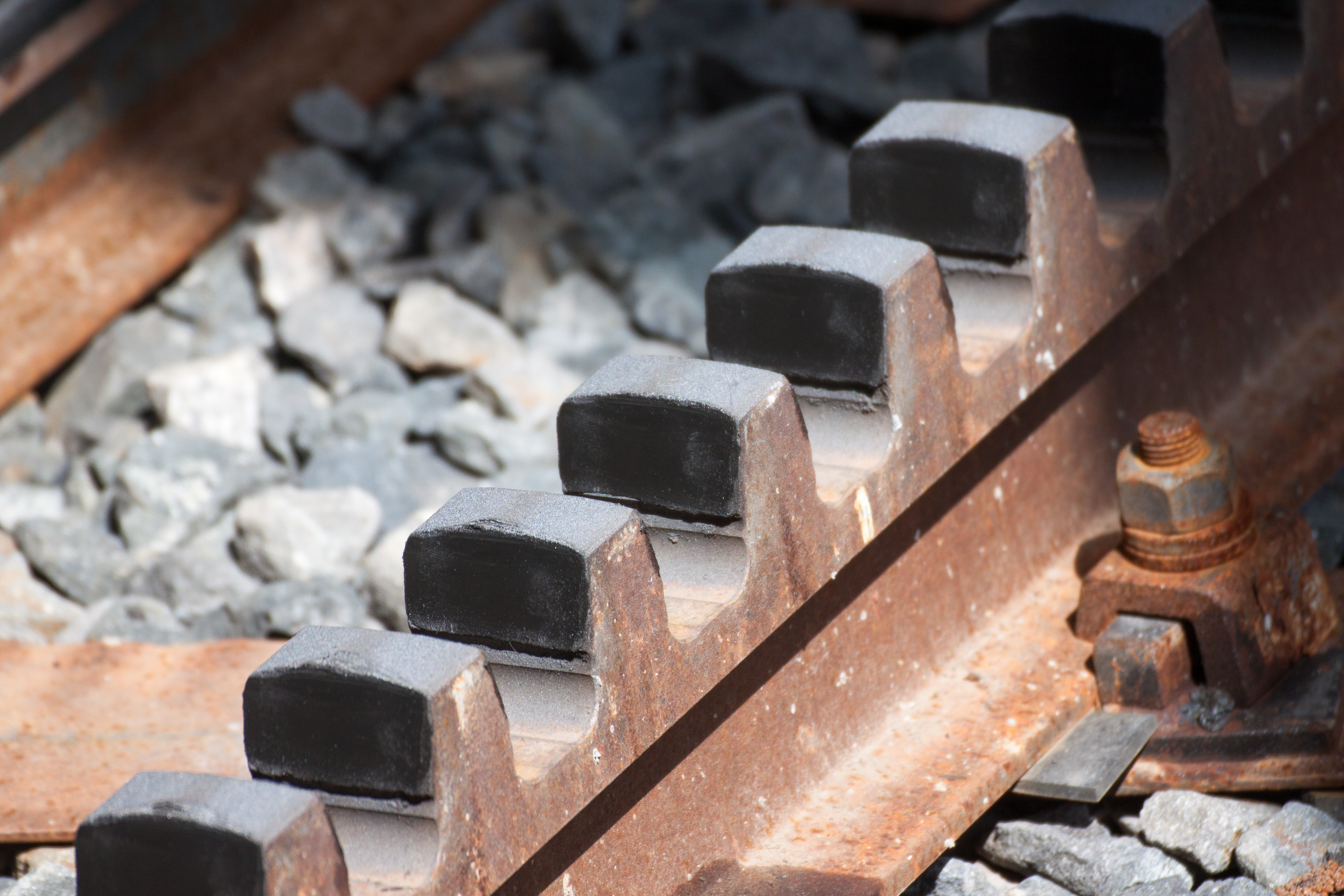
Crémaillère de la ligne

La firme suisse Stadler a reçu une commande de quatre automotrices articulées au mois de novembre 2009. Du type GTW 2/6, ce sont des rames à trois éléments posés sur deux bogies et deux essieux. L'élément moteur central, court, repose sur deux essieux. Les éléments extrêmes reposent sur des bogies porteurs d'un côté et sur l'élément central de l'autre.
Masse à vide : 45 tonnes
Longueur : 36,5 mètres
Capacité : 200 places (112 assises et 88 debout)
Ces rames sont du même type que celles qui ont été livrées en Espagne aux Ferrocarrils de la Generalitat de Catalunya pour les lignes de Montserrat et de la vallée de Nuria.

## Fréquentation
En 2012, avant le déraillement, 277 000 passagers avaient emprunté le train à crémaillère alors que l'objectif pour cette même année était fixé à 300 000 visiteurs. Le parc a reçu son millionième visiteur le 12 février 2015. En 2019, la fréquentation moyenne était de 400 000 visiteurs par an.
En 2022, les trains ont transporté 750 000 voyageurs.

## Le centre de maintenance
D'une longueur de 406 mètres et composé de trois « boîtes » imbriquées les unes dans les autres, le centre de maintenance permet la révision des quatre rames et accueille également la partie administration. Celui-ci est en bois et en zinc.[source secondaire souhaitée]

## Gare d'arrivée
Enterrée à 1 406 mètres d'altitude, la gare d'arrivée est totalement vitrée ce qui atténue la sensation d'être sous terre. Elle est également recouverte d'une pelouse subalpine permettant la revégétalisation du sommet et la suppression des parkings[source secondaire souhaitée].

## Financement
- Conseil général du Puy-de-Dôme : 30 millions d’€ + 47 millions d'euros le 9 avril 2010 + 9 millions en mai 2021.
- TC Dôme / SNC-Lavalin : 0 millions d’€
- Région Auvergne : 6 millions d’€
- Clermont Auvergne Métropole : 6 millions d’€
- Union Européenne (FEDER) : 12 millions d’€
- État (projet soutenu par le plan de Relance) : 5 millions d’€